# Пасіки (Люблінське воєводство)
Пасіки (пол. Pasieki) — село у Польщі, у гміні Томашів Томашівського повіту Люблінського воєводства.

## Історія
За даними етнографічної експедиції 1869—1870 років під керівництвом Павла Чубинського, у селі переважно проживали греко-католики, усе населення розмовляло українською мовою.
За німецької окупації 1939—1944 років у селі діяла українська школа.

## Відомі особистості

### Народилися
- Стефанія Рашківська (нар. 1931) — український аграрій.
- Леонід Хведчук (нар. 1936) — український майстер станкової і книжкової графіки, живописець.